# Ardea pacifica
Ardea pacifica là một loài chim trong họ Diệc.
Loài chim này được tìm thấy trên hầu hết các lục địa Úc bất cứ nơi nào có môi trường sống nước ngọt. Chúng cũng được tìm thấy ở một số vùng của Indonesia, New Guinea và New Zealand, nhưng không phổ biến ở Tasmania. Quần thể của loài này ở Úc được biết đến là nhóm du mục giống như hầu hết các loài chim nước ở Úc, di chuyển từ nguồn nước này sang nơi sinh sống khác mà chúng chưa từng chiếm giữ, tận dụng lũ lụt và mưa lớn nơi thức ăn dư thừa cho phép chúng sinh sản và nuôi con non. Sự bùng nổ dân số đã được biết đến khi điều kiện môi trường phù hợp với loài này ở những nơi hiếm hoặc chưa biết. 

## Hình ảnh

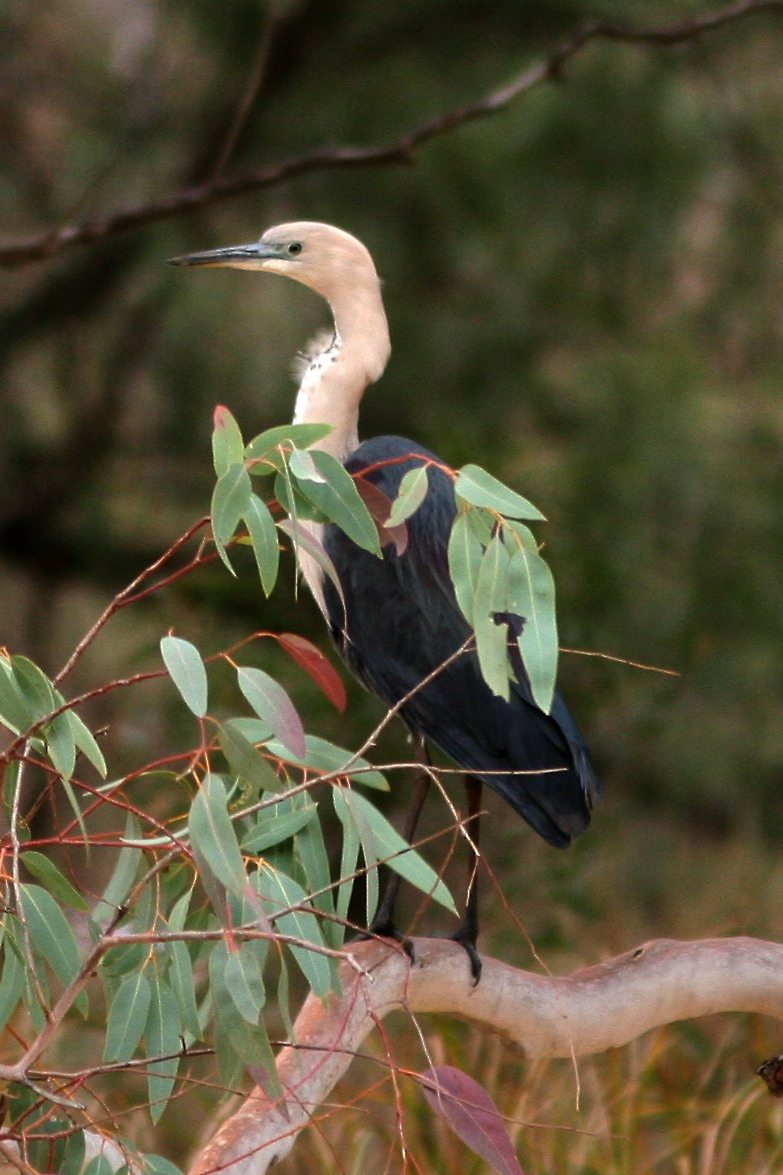
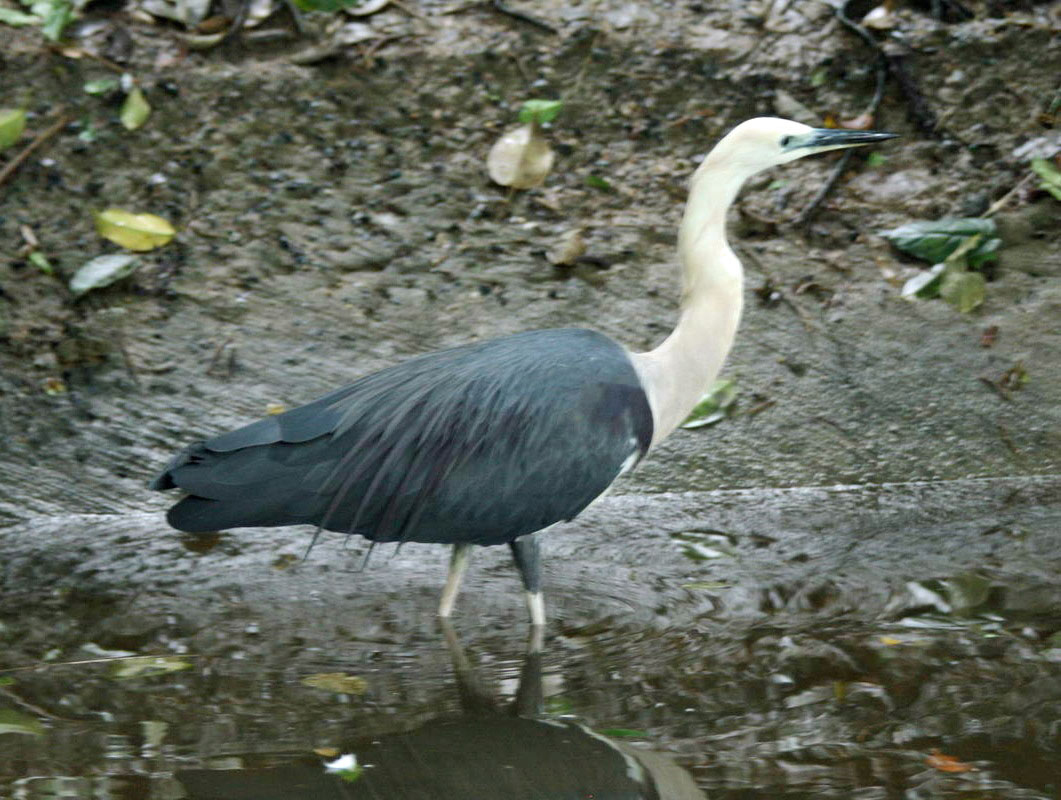
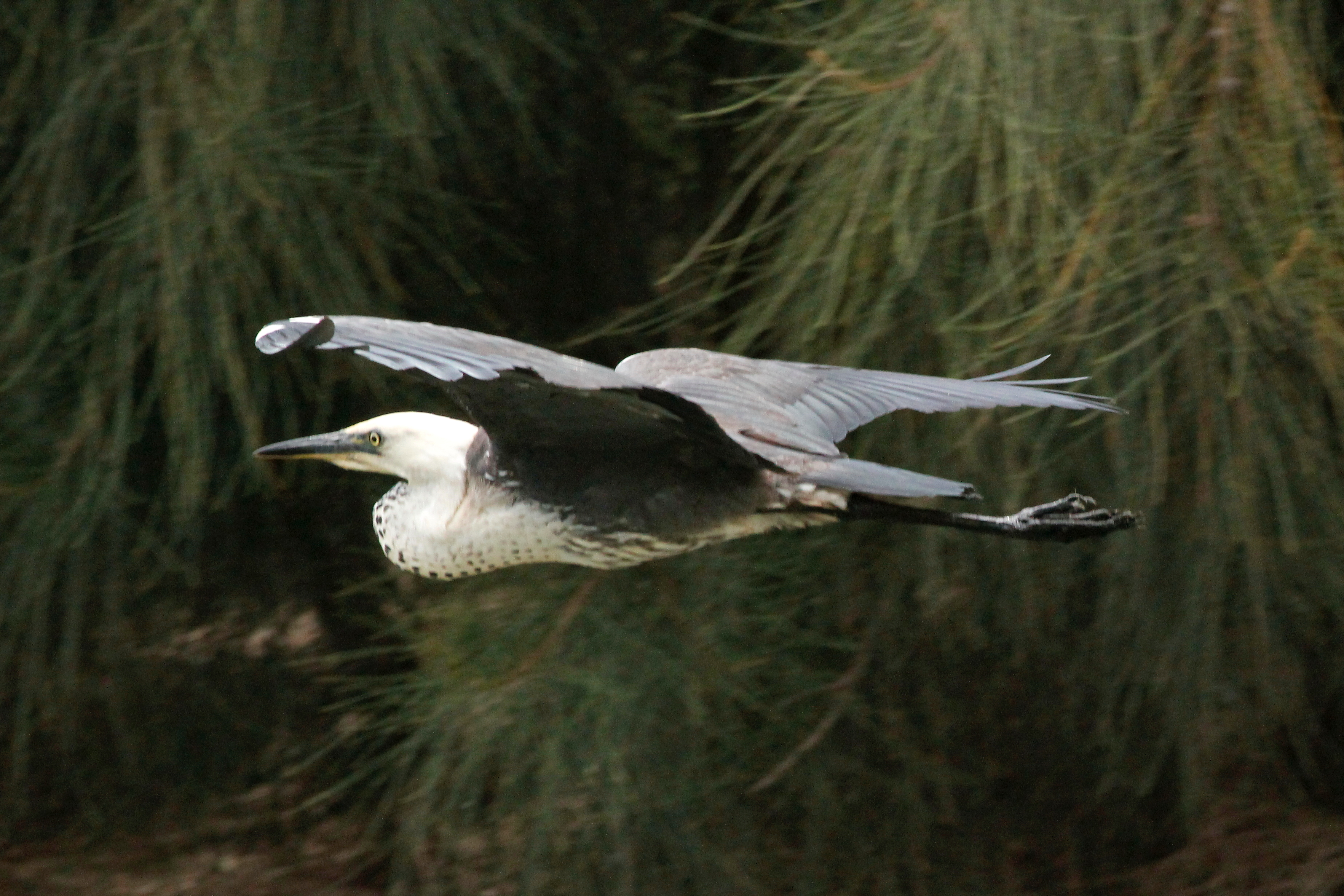
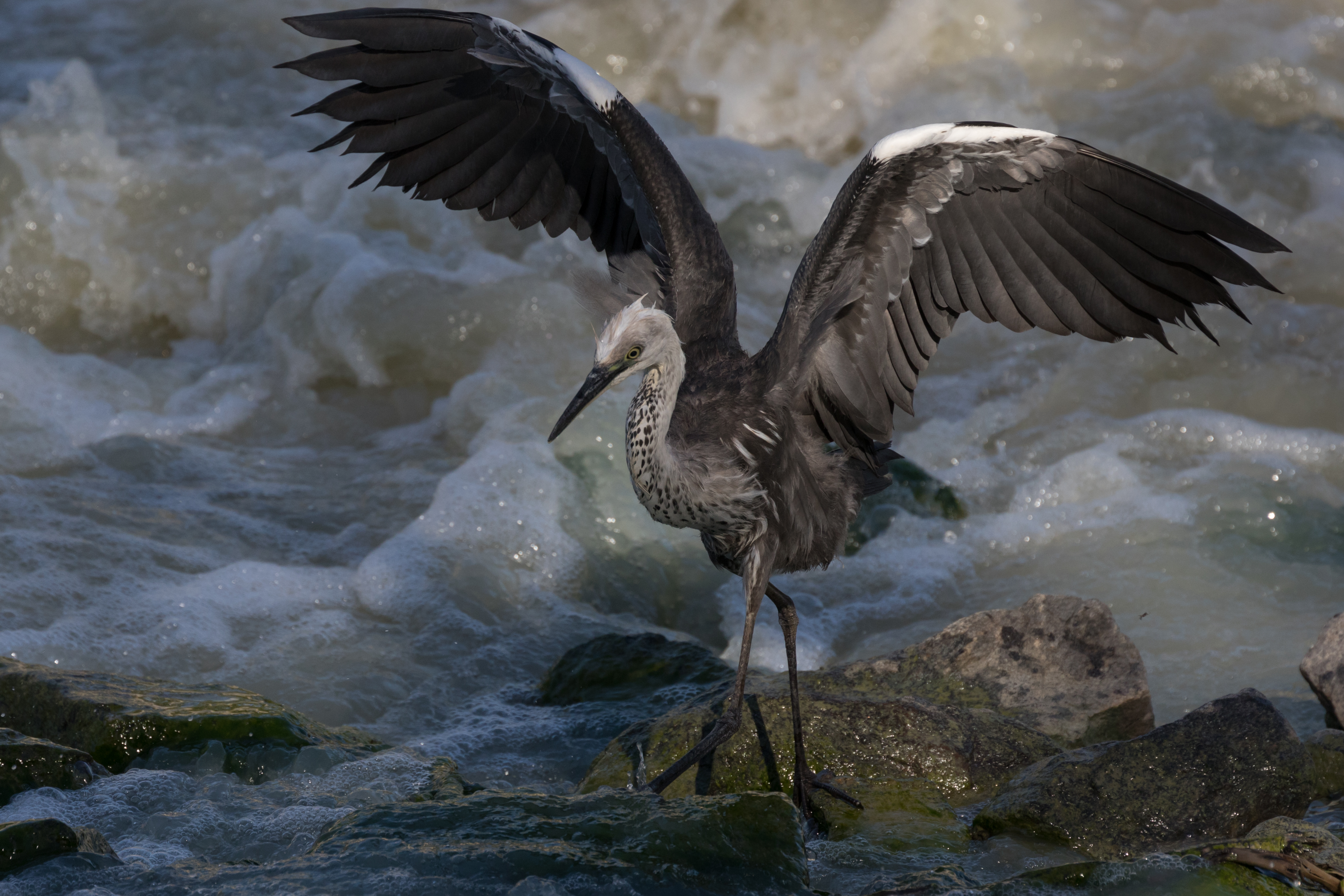